# 浮谷権兵衛
浮谷 権兵衛（うきや ごんべえ、1878年（明治11年）2月18日 - 1950年（昭和25年）12月31日）は、明治時代後期から昭和時代前期の政治家、治水家、実業家。千葉県多額納税者。市川町名誉町長、葛飾瓦斯専務取締役、耕地整理組合長、東葛飾郡農会長、市川市農会長などを務めた。

## 経歴・人物
先代・浮谷権兵衛（本楽）とヨシの長男善次郎として千葉県葛飾郡市川新田（現・市川市）に生まれ、17代権兵衛を襲名する。浮谷家は農業を営み、当主は権兵衛を名乗り、父は市川町長を務めたことがあった。錦城中学校、明治法律学校を卒業後、東葛飾郡市川町会議員、同郡会議員を歴任。1905年（明治38年）千葉県真間川周辺の水害を防ぐため土地改良事業を提唱する。1911年（明治44年）東葛飾郡八幡町外九カ町村耕地整理組合を結成し、組合長となり、1919年（大正8年）完工させた。翌年、千葉県会議員に当選し、市川市耕地整理組合長を兼任した。
ほか、葛飾瓦斯・市川土地興業各社長、東京コークス取締役などを歴任した。

## 親族
- 父：浮谷権兵衛（本楽） 嘉永6年（1853年）生まれ。[6]
- 弟：浮谷竹次郎（千葉県市川市長、北総鉄道支配人）[1][7]
- 妻：阿ぐり　1883年生まれ。東京府清水八右衛門三女[6]。
- 長男：浮谷垙次郎（洸次郎）1909年生-1975年没。専修大学法科卒。ダットサン自動車トラック（のち日産自動車販売）勤務[8][6]。戦時中は中国に出征し、復員後、父親の不動産業を継いだ[9]。浮谷家は市川市近郊一帯の地主で、屋敷だけで1400坪あったという[9]。妻の数栄は1915年生まれ、山内覚三郎長女、福岡高女卒[8]。本人は「和栄、1912年福岡博多生まれ」としており、また堀川辰吉郎の長女と言われる。子に長女・朝江（東京芸大油絵科卒）と長男のレーサー浮谷東次郎[9]。長男の事故死後、母娘で自邸に教会を建立した[9]。
- 長女：かつ子　1911年生まれ。東京日本橋高女卒。市来政雄（日銀総裁市来乙彦長男）の妻。[6]
- 次男：本治郎　1914年生まれ。法政大学卒。[6]
- 長女：はま子　1916年生まれ。国府台高女卒。[6]